# Étienne Aubert iuniore
Étienne Aubert (Limosino, ... – Viterbo, 29 settembre 1369) è stato un cardinale e vescovo cattolico francese.

## Biografia
Nacque nella zona della diocesi di Limoges. Era pronipote di papa Innocenzo VI e nipote del cardinale Andouin Aubert e cugino del cardinale Pierre de Monteruc.
Il 10 marzo 1361 fu eletto vescovo di Carcassonne ma non ricevette mai la consacrazione episcopale. Nel concistoro del 17 settembre 1361 papa Innocenzo VI lo creò cardinale diacono di Santa Maria in Aquiro. Partecipò al conclave del 1362 che elesse papa Urbano V. Nel 1368 fu ordinato presbitero e optò per il titolo cardinalizio di San Lorenzo in Lucina. Morì a Viterbo nel 1369 e la sua salma fu inumata nella cattedrale di Viterbo.